# 阿菲夫
阿菲夫是沙特阿拉伯的城市，位於該國中部，由利雅得省負責管轄，處於聖城麥加和首都利雅德之間的中心點，海拔高度1,057米，2010年人口46,452。